# بريندا تشمبرلين
بريندا تشمبرلين (بالإنجليزية: Brenda Chamberlain)‏ (1912 - 1971)؛ رسامة، كاتِبة وشاعرة بريطانية.